# Coast to Coast Carpet of Love
Coast to Coast Carpet of Love è l'ottavo album in studio long playing di Robert Pollard, membro fondatore dei Guided by Voices; venne pubblicato nel 2007 negli Stati Uniti d'America sia in vinile che in CD dalla Merge Records in contemporanea a Standard Gargoyle Decisions. Anche in questo album, Pollard, autore dei brani, si limita a cantare mentre il produttore Todd Tobias suona tutti gli strumenti che vennero poi sovraincisi in fase di produzione.

## Tracce
Lato A
1. Our Gaze
2. Count Us In
3. Exactly What Words Mean
4. Current Desperation (Angels Speak of Nothing)
5. Dumb Lady
6. Rud Fins
7. Customer's Throat
8. Miles Under the Skin

Lato B
1. Penumbra
2. Slow Hamilton
3. Look Is What You Have
4. I Clap for Strangers
5. Life of a Wife
6. Youth Leagues
7. When We Were Slaves
8. Nicely Now

## Musicisti
- Todd Tobias: basso, batteria, percussioni, chitarra, tastiere
- Robert Pollard: voce